# Hans Küng (voetballer)
Hans Küng (24 april 1949) is een Zwitsers voormalig voetballer die speelde als doelman.

## Carrière
Küng maakte in 1968 zijn profdebuut voor FC Winterthur, hij bleef er spelen tot in 1975 wanneer hij de overstap maakte naar Neuchâtel Xamax. Daar bleef hij spelen tot in 1977 waarna hij ging spelen voor FC Basel met hen won hij de landstitel in 1980.
Hij speelde vijf interlands voor Zwitserland.

## Erelijst
- FC Basel
  - Landskampioen: 1980